# ブライアン・ゴードン
ブライアン・アーネスト・ゴードン（Brian Ernest Gordon, 1978年8月16日 - ）は、ニューヨーク州ウェストポイント出身のプロ野球選手（投手）。

## 経歴

### ダイヤモンドバックス傘下時代
1997年、MLBドラフト7巡目（全体233位）でアリゾナ・ダイヤモンドバックスから外野手として指名され、6月10日に契約。ルーキー級アリゾナリーグ・ダイヤモンドバックスで54試合に出場し、4本塁打46打点8盗塁、打率.247だった。
1998年はA級サウスベンド・シルバーホークスで126試合に出場し、8本塁打61打点6盗塁、打率.280だった。
1999年はA級サウスベンドで48試合に出場し、17打点8盗塁、打率.212だった。
2000年はA+級ハイデザート・マーベリックスで127試合に出場し、12本塁打66打点19盗塁、打率.311だった。
2001年はA+級ランカスター・ジェットホークスで103試合に出場し、16本塁打70打点13盗塁、打率.304だった。
2002年はAA級エルパソ・ディアブロスで130試合に出場し、10本塁打67打点2盗塁、打率.287だった。
2003年はAAA級ツーソン・サイドウィンダーズで124試合に出場し、13本塁打70打点1盗塁、打率.265だった。オフの10月15日にFAとなった。

### エンゼルス傘下時代
2003年11月5日にアナハイム・エンゼルスとマイナー契約を結んだ。
2004年はAAA級ソルトレイク・スティンガーズで127試合に出場し、22本塁打70打点6盗塁、打率.259だった。10月15日にFAとなったが、12月14日にエンゼルスと再契約した。
2005年はAAA級ソルトレイクで100試合に出場し、17本塁打55打点7盗塁、打率.276だった。10月15日にFAとなった。

### アストロズ傘下時代
2005年12月2日にヒューストン・アストロズとマイナー契約を結んだ。
2006年はAAA級ラウンドロック・エクスプレスで102試合に出場し、16本塁打59打点1盗塁、打率.241だった。10月15日にFAとなった。
2007年1月31日にアストロズと再契約した。アストロズでスペシャルアシスタントを務めていたノーラン・ライアンからの助言もあり、この年から投手へ転向した。AA級コーパスクリスティ・フックスで30試合に登板し、5勝1敗1セーブ、防御率2.88だった。8月にAAA級ラウンドロックへ昇格。9試合に登板し1勝1敗、防御率4.91だった。10月29日にFAとなったが、12月3日にアストロズと再契約した。
2008年はAA級コーパスクリスティで1試合に登板後、4月11日に放出された。

### レンジャーズ時代
2008年4月25日にテキサス・レンジャーズとマイナー契約を結んだ。AA級フリスコ・ラフライダーズで15試合に登板し、2勝0敗2セーブ、防御率0.00の好成績で6月にAAA級オクラホマ・レッドホークスへ昇格。18試合に登板し4勝5敗、防御率4.56だった。9月15日にメジャー初昇格を果たし、9月17日のデトロイト・タイガース戦でメジャーデビュー。14点ビハインドの8回表から登板し、1回を投げ1安打無失点1奪三振に抑えた。この年は3試合に登板した。11月3日にFAとなったが、12月3日にレンジャーズとマイナー契約で再契約した。
2009年はAAA級オクラホマシティで43試合に登板し、7勝3敗2セーブ、防御率3.49だった。11月9日にFAとなった。

### フィリーズ傘下時代
2010年1月29日にフィラデルフィア・フィリーズとマイナー契約を結んだ。AAA級リーハイバレー・アイアンピッグスで40試合に登板し、1勝3敗、防御率3.46だった。11月6日にFAとなったが、12月17日にフィリーズと再契約した。
2011年はAAA級リーハイバレーで12試合に登板し、5勝0敗、防御率1.14だったが、6月14日に放出された。

### ヤンキース時代
2011年6月14日にニューヨーク・ヤンキースとマイナー契約を結んだ。6月16日にメジャー昇格し、同日のテキサス・レンジャーズ戦でメジャー初先発。MLB史上初めて合成材料で製造したグラブを使用し、5.1回を投げ7安打2失点3四球3奪三振で勝ち負けはつかなかった。2度目の先発となった6月22日のシンシナティ・レッズ戦では、5.0回を投げ4失点し、初黒星を喫した。7月2日にAAA級スクラントン・ウィルクスバリ・ヤンキースへ降格。AAA級では1試合に登板した。メジャーでは2試合に登板し0勝1敗、防御率5.23だった。7月8日に放出された。

### 韓国球界時代
2011年7月8日に、退団したジム・マグレーンの代役としてSKワイバーンズと契約。14試合に登板し6勝4敗、防御率3.81だった。オフに、米球界復帰を希望したこともあり退団。
しかし米球界復帰は叶わず、2012年1月13日に三星ライオンズと契約した。25試合に登板し11勝3敗、防御率3.94だった。

### アスレチックス傘下時代
2012年12月22日にオークランド・アスレチックスとマイナー契約を結んだ。
2013年はAAA級サクラメント・リバーキャッツで51試合に登板し、4勝0敗23セーブ、防御率3.57だった。11月5日にFAとなった。

### ヤンキース復帰
2013年12月4日に古巣・ヤンキースとマイナー契約を結んだ。6月15日に、解雇された。

## 詳細情報

### 年度別投手成績
| 年 度     | 球 団    | 登 板 | 先 発 | 完 投 | 完 封 | 無 四 球 | 勝 利 | 敗 戦 | セ 丨 ブ | ホ 丨 ル ド | 勝 率 | 打 者 | 投 球 回 | 被 安 打 | 被 本 塁 打 | 与 四 球 | 敬 遠 | 与 死 球 | 奪 三 振 | 暴 投 | ボ 丨 ク | 失 点 | 自 責 点 | 防 御 率 | W H I P |
| --------- | -------- | ----- | ----- | ----- | ----- | -------- | ----- | ----- | -------- | ----------- | ----- | ----- | -------- | -------- | ----------- | -------- | ----- | -------- | -------- | ----- | -------- | ----- | -------- | -------- | ------- |
| 2008      | TEX      | 3     | 0     | 0     | 0     | 0        | 0     | 0     | 0        | 0           | ----  | 16    | 4.0      | 4        | 0           | 0        | 0     | 0        | 1        | 0     | 0        | 1     | 1        | 2.25     | 1.00    |
| 2011      | NYY      | 2     | 2     | 0     | 0     | 0        | 0     | 1     | 0        | 0           | .000  | 46    | 10.1     | 12       | 3           | 3        | 1     | 2        | 4        | 0     | 0        | 6     | 6        | 5.23     | 1.45    |
| 2011      | SK       | 14    | 13    | 0     | 0     | 0        | 6     | 4     | 0        | 0           | .600  | 315   | 75.2     | 68       | 3           | 20       | 0     | 4        | 40       | 1     | 0        | 34    | 32       | 3.81     | 1.16    |
| MLB '11計 | SK       | 2     | 2     | 0     | 0     | 0        | 0     | 1     | 0        | 0           | .000  | 46    | 10.1     | 12       | 3           | 3        | 1     | 2        | 4        | 0     | 0        | 6     | 6        | 5.23     | 1.45    |
| 2012      | サムスン | 25    | 24    | 0     | 0     | 0        | 11    | 3     | 0        | 0           | .786  | 552   | 128.0    | 144      | 10          | 38       | 0     | 2        | 80       | 1     | 1        | 61    | 56       | 3.94     | 1.42    |
| MLB：2年  | MLB：2年 | 5     | 2     | 0     | 0     | 0        | 0     | 1     | 0        | 0           | .000  | 62    | 14.1     | 16       | 3           | 3        | 1     | 2        | 5        | 0     | 0        | 7     | 7        | 4.40     | 1.33    |
| KBO：2年  | KBO：2年 | 39    | 37    | 0     | 0     | 0        | 17    | 7     | 0        | 0           | .708  | 867   | 203.2    | 212      | 13          | 58       | 0     | 6        | 150      | 2     | 1        | 95    | 88       | 3.89     | 1.33    |

- 「-」は記録なし

### 背番号
- 52（2008年）
- 22（2011年 - 2012年）